# Nikolai Toporkoff
Nikolai Toporkoff, auch geführt unter Nicolas Toporkoff, (russisch Николай Павлович Топорков; * 8. Junijul. / 20. Juni 1885greg. in Moskau; † 20. Juni 1965 in Cannes, Frankreich) war ein russischer Kameramann beim heimischen, deutschen und französischen Film.

## Leben
Toporkoff hatte sich bis zu seinem 25. Lebensjahr im Ausland aufgehalten und dort eine praktische Ausbildung zum Kameramann erhalten. 1910 wurde er von der französischen Filmgesellschaft Gaumont übernommen und als Wochenschaukameramann in seinem Heimatland Russland eingesetzt. Toporkoff blieb in diesem Betätigungsfeld noch bis zum Ausbruch des Ersten Weltkriegs aktiv, dann wechselte er zum Spielfilm. Eine Reihe von zentralen Regisseuren der Zarenzeit holten Toporkoff für ihre Inszenierungen, darunter Jewgeni Bauer und Jakow Protasanow. 
1919, zur Zeit des Bürgerkriegs in Russland, folgte Toporkoff dem allgemeinen Exodus russischer Filmkünstler in Richtung Westeuropa und ließ sich in Frankreich nieder. In Paris schloss er sich den belarussischen Emigrantenkreisen und der von ihren gegründeten Produktionsfirma Albatros Film an und fotografierte vor allem die Inszenierungen exilrussischer Regisseure wie Alexander Wolkoff, Viktor Tourjansky, Nikolai Malikoff, Wladimir Strijewski und Fedor Ozep. Toporkoff, der in Paris seinen Vornamen in ein frankophones Nicolas änderte, arbeitete bis 1931 regelmäßig an den Filmen mit dem im Zarenreich populärstem Schauspieler Iwan Mosjukin zusammen; auch, als er in den letzten Jahren des Stummfilms, von 1927 bis 1930, in Berliner Studios hinter der Kamera stand. 
„Aus künstlerischer Sicht waren Toporkoff-Filme eher bedeutungsarm, seit den späten 30er Jahren war er fast nur noch an zweit- und drittklassigen Produktionen beteiligt.“ Nikolai / Nicolas Toporkoff starb an seinem 80. Geburtstag.

## Filmografie
- 1914: Drama w kabare futuristow No. 13
- 1916: Pikowaja dama
- 1916: Kulissi ekrana
- 1917: Satana likujuschtschi
- 1917: Djelo beilisa
- 1920: Ein beunruhigendes Abenteuer (L'angoissante aventure)
- 1921: L‘ordonnance
- 1922: La nuit du 11 septembre
- 1922: Das geheimnisvolle Haus (La maison du mystère)
- 1922: Ehegeschichten (Le brasier ardent)
- 1923: Verlöschende Fackel (Kean)
- 1923: La dame masquée
- 1924: Ce cochin de Morin
- 1924: Der galante Prinz (Le prince charmant)
- 1925: Künstlerblut (Âme d’artiste)
- 1925: La cible
- 1925: La folie des vaillants
- 1926: Der Kurier des Zaren (Michel Strogoff)
- 1926: Napoleon
- 1927: Casanova
- 1927: Die Apachen von Paris
- 1928: Geheimnisse des Orients
- 1928: Der Adjutant des Zaren
- 1929: Adieu, Mascotte
- 1929: Der weiße Teufel
- 1930: Troika
- 1930: La femme d’une nuit
- 1931: Le mystère de la chambre jaune
- 1931: L’aiglon
- 1931: Circulez
- 1931: Razzia auf Liebe (Un soir de rafle)
- 1931: Sergeant X (auch franz. Originalvers.: Le sergent X)
- 1932: Fanny (Fanny)
- 1932: Le chien jaune
- 1932: Suzanne
- 1933: Un soir de réveillons
- 1933: Zweikampf der Geschlechter (Rapt)
- 1935: Le roi de Camargue
- 1935: Michel Strogoff
- 1936: Rose
- 1936: Au service du tsar
- 1937: La dame de pique
- 1937: La danseuse rouge
- 1937: Ramuntcho
- 1938: Un de la canebière
- 1938: Vidocq
- 1939: Campement 13
- 1939: Czarne diamenty
- 1939: Ma tante dictateur
- 1940: Ceux du ciel
- 1940: Documents secrets
- 1942: Die silberne Peitsche (Le camion blanc)
- 1943: Le carrefour des enfants perdus
- 1943: La collection Ménard
- 1945: Peloton d’exécution
- 1945: Le jugement dernier
- 1946: Der ewige Gatte (L’homme au chapeau rond)
- 1947: Tierce à cœur
- 1947: Der Schauspieler (Le comédien)
- 1948: Der hinkende Teufel (Le diable boiteux)
- 1948: Ritter seines Königs (Du Guesclin)
- 1949: Agnès de rien
- 1949: L’esadron blanc
- 1950: Manege frei (Au revoir, Monsieur Grock)
- 1950: Chéri
- 1950: Seine Majestät, der Seehund (Mon phoque et elles)
- 1951: Seuls au monde
- 1952: Unter Gangstern (Je suis un moucharde)
- 1953: Der Abtrünnige (Le défroqué)
- 1954: Leguignon guérisseur